# Небо (Свентокшиське воєводство)
Небо (пол. Niebo) — село в Польщі, у гміні Конське Конецького повіту Свентокшиського воєводства.
Населення — 87 осіб (2011).
У 1975-1998 роках село належало до Келецького воєводства.

## Демографія
Демографічна структура на день 31 березня 2011 року:
|          | Загалом | Допрацездатний вік | Працездатний вік | Постпрацездатний вік |
| -------- | ------- | ------------------ | ---------------- | -------------------- |
| Чоловіки | 45      | 7                  | 32               | 6                    |
| Жінки    | 42      | 3                  | 29               | 10                   |
| Разом    | 87      | 10                 | 61               | 16                   |